# Kościół św. Michała Archanioła w Czarnem
Kościół świętego Michała Archanioła w Czarnem – rzymskokatolicki kościół parafialny należący do parafii pod tym samym wezwaniem (dekanat lipnowski diecezji włocławskiej).
jest to świątynia wzniesiona w 1793 roku. Ufundowana została przez Kajetana Pląskowskiego kapitana wojska polskiego. W 1901 roku była remontowana. W 1955 roku wnętrze zostało odnowione (m.in. namalowano polichromię). Na początku XXI wieku kościół był restaurowany.
Budowla jest drewniana, trzynawowa, wzniesiona została w konstrukcji zrębowej. Wybudowana została w stylu klasycystycznym. Jej prezbiterium jest mniejsze w stosunku nawy, zamknięte jest trójbocznie. Od frontu jest umieszczona wieża konstrukcji słupowej, nadbudowana nad kruchtą, którą poprzedza czterokolumnowy portyk i zwieńcza trójkątny szczyt z płaskorzeźbą Oko Opatrzności. Wieżę nakrywa dach piramidalny, pokryty blachą. Dach świątyni jest dwukalenicowy, pokryty blachą, na dachu znajduje się wieżyczka na sygnaturkę. Zwieńcza ją blaszany dach hełmowy i latarnia. Wnętrze dzielą na trzy części dwa rzędy słupów. Nawę główną i prezbiterium nakrywa pozorne sklepienie kolebkowe, natomiast nawy boczne nakryte są sklepieniami kolebkowymi. Chór muzyczny jest osadzony nad kruchtą i charakteryzuje się wklęsło wypukłą linią parapetu. Na chórze znajduje się prospekt organowy. Polichromia w stylu późnobarokowym powstała w połowie XIX wieku. Na sklepieniu prezbiterium jest umieszczona scena Pokłonu Pasterzy, z kolei w nawie głównej znajduje się Adoracja Chrystusa. W nawach bocznych uwidocznione są postacie Świętego Pawła, Chrystusa uciszającego burzę na morzu, Chrystusa z Świętym Tomaszem, sceny Adoracji Oka Opatrzności, Adoracja Chusty Świętej Weroniki. Na ścianach są przedstawieni polscy święci: Kazimierz Królewicz, Kunegunda, Jacek Odrowąż, Stanisław Kostka i Władysław. Wyposażenie reprezentuje styl klasycystyczny i powstało pod koniec XVIII wieku, należą do niego: ołtarz główny, dwa ołtarze boczne i ambona. Konfesjonały i ławki noszą cechy stylu późnobarokowego.